# 莱艾
莱艾（法語：Les Hays）是法国汝拉省的一个市镇，属于多勒区。该市镇总面积6.8平方公里，2009年时的人口为276人。

## 人口
莱艾人口变化图示